# Moris Hale
Moris Hale (енгл. Morris Halle, лет. Moriss Pinkovics; 23. jul 1923 — 2. april 2018), rođen kao Moris Pinkovic (Morris Pinkowitz), bio je američki lingvista.

## Biografija
Rođen je u Litvaniji 1923. godine. Sa svojom porodicom se 1940. godine doselio u SAD. Studirao je tehniku na koledžu u Njujorku od 1941. do 1943. godine. Godine 1943. je pristupio vojsci, a odslužio je vojni rok 1946. i tada odlazi na Univerzitet u Čikagu, gde 1948. dobija diplomu magistra lingvistike. Posle toga je studirao na Kolumbijskom univerzitetu, postao profesor na Masačusetskom institutu za tehnologiju (MIT) 1951. i doktorirao na Harvardskom univerzitetu 1955. Penzionisao se iz MIT-a 1996. ali je ostao i dalje aktivan na polju istraživanja.
Njegov rad je uglavnom zasnovan na proučavanju glasovne strukture jezika (fonologije). On je prvi uveo generativni pristup u fonološki opis jezika. Takođe je doprineo i razvoju teorije o distribucionoj morfologiji (distribuciono izučavanje morfema i morfemskih varijanata). U najpoznatije radove spadaju „Uvod u analizu govora- tehnički izveštaj br. 13“, 1952; „Fonologija u generativnoj gramatici“, 1962; „Glasovna struktura engleskog jezika“, 1968; „Lingvističko istraživanje“, 1985; „Segmentna fonologija savremenog engleskog jezika“, 1985; „Naglasak i akcenat u indoevropskim jezicima“, 1997.
Preminuo je 2. aprila 2018. godine u Kembridžu, Masačusets.